# Contumyces
Contumyces Redhead, Moncalvo, Vilgalys & Lutzoni – rodzaj grzybów z klasy pieczarniaków (Agaricomycetes). W Polsce występuje Contumyces rosellus.

## Systematyka i nazewnictwo
Pozycja w klasyfikacji według Index Fungorum: Rickenellaceae, Hymenochaetales, Agaricomycetidae, Agaricomycetes, Agaricomycotina, Basidiomycota, Fungi.

## Gatunki
- Contumyces brunneolilacinus (Contu, Bon & Curreli) Redhead, Moncalvo, Vilgalys & Lutzoni 2002
- Contumyces rosellus (M.M. Moser) Redhead, Moncalvo, Vilgalys & Lutzoni 2002 – twardziaczek różowy
- Contumyces vesuvianus (F. Brig.) Redhead, Moncalvo, Vilgalys & Lutzoni 2002

Nazwy naukowe na podstawie Index Fungorum.